# Mai Kadowaki
 (juillet 2012).
Si vous disposez d'ouvrages ou d'articles de référence ou si vous connaissez des sites web de qualité traitant du thème abordé ici, merci de compléter l'article en donnant les références utiles à sa vérifiabilité et en les liant à la section « Notes et références ».
Mai Kadowaki (née le 8 septembre 1980, à Tokyo, Japon) est une actrice et seiyū japonaise. Son ancien nom (门 胁 舞), avait une écriture différente de celle actuelle. Elle a réalisé de nombreux doublages d'anime, dont Fate/stay night, Goshūshō-sama Ninomiya-kun, Kodomo no Jikan, Kyō no go no ni ou Strike Witches.

## Rôles
- Negima! - Kaede Nagase
- Suzumiya Haruhi no Shōshitsu - Miyuki Enomoto
- Genshin Impact - Yaoyao
- Fire Emblem Heroes - Ishtar, Myrrh